# 塞米赫·克勒奇索伊
塞米赫·克勒奇索伊（土耳其語：Semih Kılıçsoy；2005年8月15日—），土耳其足球運動員，司職前鋒，現效力於意甲球隊卡利亞里 (貝西克塔什外借)，乃土耳其國家隊成員之一。

## 職業生涯
克勒奇索伊曾以青年球員效力GOP Venüs和Arnavutköy Yaylaspor，後於2016年轉會至貝西克塔什。2021年10月21日，他獲得與貝西克塔什的人生第一份職業合同，2023年到期，2022年12月23日時再續約至2025年。2023年2月26日，他在0-0打平安塔利亞體育的比賽中替補出場，並在7月27日對陣地拉拿的比賽中攻入生涯第一球。
2024年1月，克勒奇索伊與貝西克塔什簽訂了一份為期四年的新合同。

## 國家隊生涯
克勒奇索伊是土耳其國際青年運動員，曾代表土耳其參加過所有的國際青年賽事。
2024年5月24日，他入選了2024年歐洲盃的最初35人名單中。他在賽前與義大利的友誼賽中首次出場。他於6月7日入選最終的26人名單中。

## 技術風格
克勒奇索伊被穆罕默德·埃克希稱是「活力十足，天賦異稟」之前峰，同時他也能勝任邊峰和前腰，且雙腳都能靈活運用。克勒奇索伊的偶像是塞爾希奧·阿奎羅。

## 生涯數據
最後更新：2025年5月12日
| 俱樂部     | 賽季          | 聯賽     | 聯賽 | 聯賽 | 國家盃 | 國家盃 | 歐陸 | 歐陸 | 其他 | 其他 | 總計 | 總計 |
| 俱樂部     | 賽季          | 聯賽級別 | 出場 | 進球 | 出場   | 進球   | 出場 | 進球 | 出場 | 進球 | 出場 | 進球 |
| ---------- | ------------- | -------- | ---- | ---- | ------ | ------ | ---- | ---- | ---- | ---- | ---- | ---- |
| 貝西克塔什 | 2022—23年賽季 | 土超     | 4    | 0    | 0      | 0      | —    | —    | —    | —    | 4    | 0    |
| 貝西克塔什 | 2023—24年賽季 | 土超     | 23   | 11   | 5      | 0      | 7    | 1    | —    | —    | 35   | 12   |
| 貝西克塔什 | 2024—25年賽季 | 土超     | 29   | 3    | 4      | 0      | 9    | 1    | 1    | 0    | 43   | 4    |
| 生涯總計   | 生涯總計      | 生涯總計 | 56   | 14   | 9      | 0      | 16   | 2    | 1    | 0    | 82   | 16   |

1. ↑  出場於歐協聯
2. ↑  出場於歐聯
3. ↑  出場於土耳其超級盃

### 國家隊
最後更新：2024年11月19日
| 國家隊 | 年分 | 出場 | 進球 |
| ------ | ---- | ---- | ---- |
| 土耳其 |      |      |      |
| 2024年 | 4    | 0    |      |
| 總共   | 總共 | 4    | 0    |

## 榮譽
貝西克塔什
- 土耳其盃: 2023—24年（英语：2023–24 Turkish Cup）
- 土耳其超級盃: 2024年（英语：2024 Turkish Super Cup）[14]

## 外部連結
- 塞米赫·克勒奇索伊位于土耳其足协的网页
- Soccerway資料庫：塞米赫·克勒奇索伊